# Neurergus kaiseri
Neurergus kaiseri  o tritón de Luristán es una especie de anfibio caudado de la familia Salamandridae, también conocido bajo los sinónimos Neurergus crocatus kayseri (Schmidt, 1952), Neurergus crocatus kayseri (Espina, 1968), Neurergus kaiseri (Schmidtler y Schmidtler, 1970). Es endémica de Irán.

## Descripción

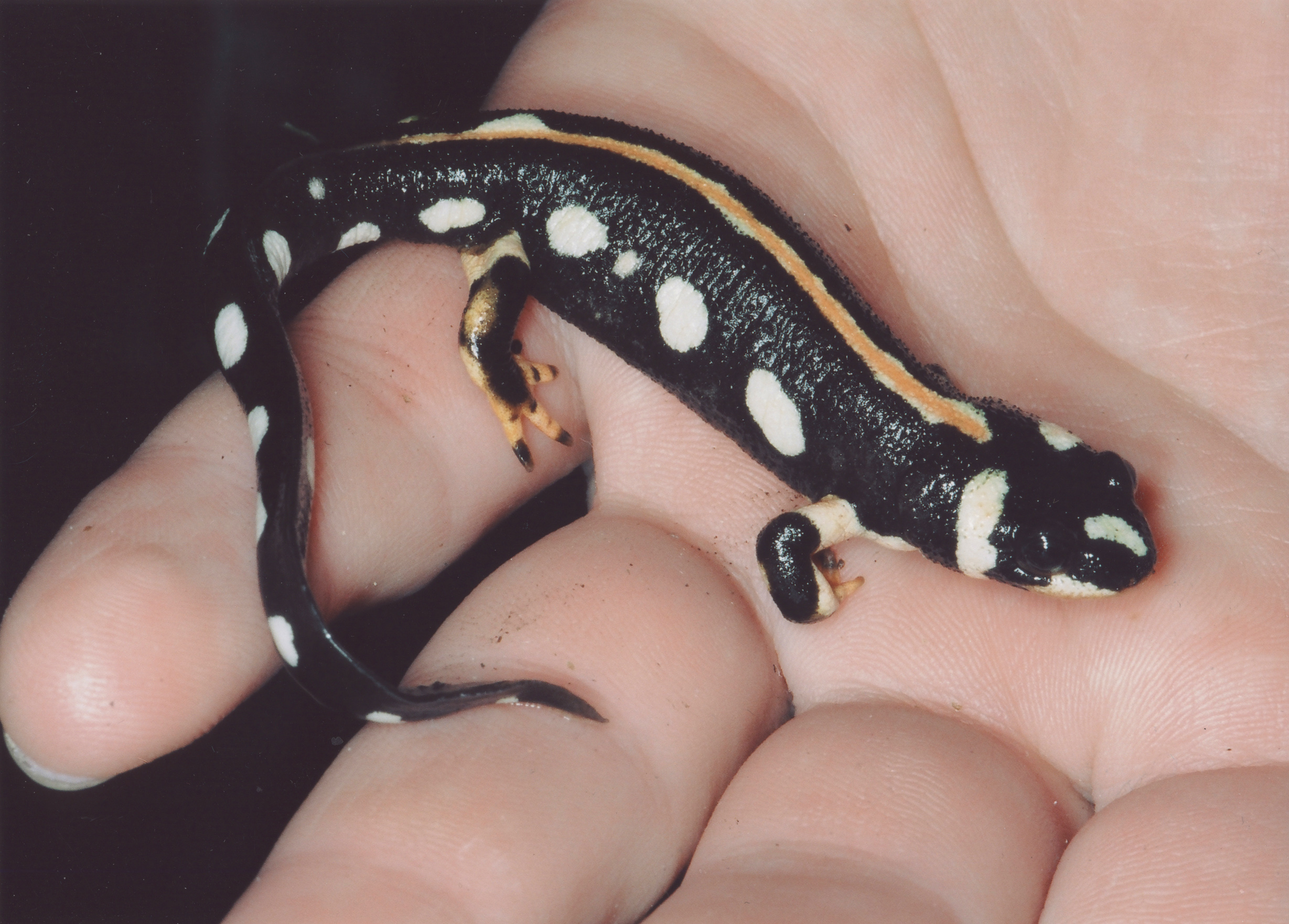
Neurergus kaiseri.

Este anfibio mide alrededor de 12 cm, siendo la especie más pequeña del género. La cola es menos de la mitad de la longitud total. La cabeza es plana, algo más larga que ancha, la punta redondeada. Las parótidas no son prominentes. El tronco es circular en la sección transversal y no posee crestas laterales. La piel en la parte posterior y los lados es relativamente suave y se muestran solo pequeñas verrugas. La piel del vientre es lisa. La determinación del sexo fuera de la época de apareamiento es difícil. En la fase de reproducción, sin embargo el macho muestra una cloaca curva fuertemente hemisférica, mientras que la hembra muestra un tubo largo de entre 5 y 6 mm, siendo más largo que los de las otras especies Neurergus. Las hembras son bastante más grandes antes del desove que luego del mismo. Los colores rojo y naranja del macho son un poco más brillantes. La variedad de tonos blanco y negro puede encontrarse con predominio de blanco y algunos que son en gran medida negros. Es el único de la subespecie que puede tener la coloración de la piel puramente blanca. Es posible que la blancura de N. kaiseri represente un ajuste a la exposición extremadamente alta al sol en sus potenciales sitios de apareamiento.

## Distribución
Se lo puede encontrar en Shah Bazan en la provincia Luristán, Irán. La zona se encuentra en las estribaciones meridionales de los Montes Zagros. La especie no se distribuye solamente en uno o dos pequeños sistemas de agua, sino que muestra su existencia en Ahoo Burad, que se encuentra al suroeste fuera del Valle de Shah Bazan (15 km / 8,3 millas NNW Chalat, 1.330 m / 4.363 pies). Los datos publicados hasta ahora sobre hábitat y distribución están en déficit. Se sabe poco sobre su distribución actual. El conocimiento real sobre la especie es extremadamente limitado. El suelo de la zona de distribución se compone de piedra caliza. En el aspecto climático y geológico, es un semi-desierto montañoso. Su vegetación se compone de unos arbustos y hierbas dispersos. Solo alrededor de los asentamientos humanos se encuentran algunos pocos árboles plantados. Los enormes cambios geológicos de la zona con la caída continua de nivel de las aguas subterráneas, genera una desventaja para la supervivencia de esta especie. La deforestación de los hábitats es una amenaza actual para la especie, además de los catastróficos terremotos ocurridos en los últimos tiempos.

## Hábitat y ecología
Debido a los rápidos cambios geológicos resulta asombroso que una salamandra pueda sobrevivir aproximadamente en el grado 33 de latitud, bajo la influencia del clima donde las temperaturas llegan a más de 40 °C (104 °F). 
El lugar posee pocas zonas de sombra, lo cual dificulta también la calidad de esta especie. Si bien existen zonas en las que estos anfibios pueden refugiarse, como las cuevas, se desconoce el número de individuos que pueden convivir en ellas. En estas zonas solo durante los meses de diciembre y enero llueve con regularidad, siendo ese el momento en el que el N. kaiseri, aparece en gran número para el apareamiento y desove en grandes charcos de agua superficiales. La época de lluvia puede durar hasta abril (la cantidad de lluvia en el promedio anual alcanza los 600 mm / 1,97 pies.). El resto del año es seco en gran medida. Gran parte de la población de N. karyseri no logra salir desde los charcos a sus refugios, ya que por el intenso calor los charcos pueden secarse rápidamente, de forma tal que las larvas no siempre sobreviven. Sin embargo algunas de ellas sí lo logran, ya que su resistencia a las altas temperaturas lo permite.

## Alimentación
No existen datos sobre el alimento del N. kaiseri en su hábitat natural. Sin embargo, su vida bajo circunstancias constantes en las cuevas podría ser una referencia para su estudio. En su estado salvaje los animales no reconocen la comida típica que se ofrece a las salamandras de terrario.  Por ejemplo, lombrices de tierra que prácticamente no son reconocidas como alimento en la primera vez. Sin embargo, si se ofrecen Gammarus, los animales comienzan a cazar activamente. Es una posible referencia a la gama de alimentos naturales. Estos animales, en cautiverio, pierden gradualmente su color rojo si no obtienen una porción adecuada de crustáceos en la comida. Por lo tanto éstos pueden representar una parte sustancial de la comida natural. En cautiverio, luego de acostumbrarse al lugar, aceptan lombrices (diferentes tipos, vivas), gusanos (vivos), larvas de mosquito (vivo / congelado), Tubifex (vivo), Artemia (grande, congelado), micro gusanos (vivo), grillos (vivos), pellets de tortuga, Tetra "Fresh Delica".

## Organización del terrario
Debido a la forma muy especializada de la vida de esta especie y de la falta de información sobre la misma, es difícil establecer un terrario adecuado. Hasta ahora acuarios con un nivel de  agua de 15 a 20 cm / 5.9 a 7.8 pulgadas y piedras grandes que simulen escondites. La materia orgánica, como la corteza o las plantas vivas no se recomiendan, ya que no se encuentran en el hábitat natural. Puesto que se supone que los animales están expuestos en la naturaleza a una contaminación orgánica muy baja, se recomiendan dispositivos de UVC. Una hibernación explícita no es apropiada. En diciembre de un aumento de la actividad de los animales puede ser determinada. Los animales  silvestres capturados de 1995, se retiraron por sí mismos a temperaturas inferiores a 18 °C / 64.4 °F y dejaron de  alimentarse. La consecuencia fue una disminución del peso. Las temperaturas también podrían estar  por debajo de 17 °C / 62.6 °F en las cuevas habitadas de Shah Bazan. Los animales importados de los últimos años y sus descendientes, sin embargo son sorprendentemente diferentes en su comportamiento. Ellos aceptan temperaturas alrededor de 15 °C / 59 °F sin problemas. Mantienen su  alimentación y permanecen aún activos a temperaturas inferiores a 10 °C / 50 °F.